# Niżniaja Tiernowka
Niżniaja Tiernowka (ros. Нижняя Терновка) – osiedle w Rosji, w Kraju Stawropolskim, w rejonie trunowskim. W 2010 liczyło 162 mieszkańców.